# Neuer Krug (Detmold)
Die Gaststätte Neuer Krug ist ein denkmalgeschütztes Gebäude in Detmold im Kreis Lippe (Nordrhein-Westfalen).

## Geschichte
Der Neue Krug als Gaststätte geht zurück auf Graf Friedrich Adolph. Im Zuge seiner städtischen Erweiterungsmaßnahmen zu Beginn des 18. Jahrhunderts, bei der neben der Anlage Friedrichstaler Kanal auch die Detmolder Neustadt mit der Friedamadolphsburg als Abschluss errichtet wurde, schenkte der Graf seiner Gattin Amalie 1709 ein Grundstück am Kanal und eine Ermächtigungsurkunde, hier einen Krug erbauen zu lassen.
1709/10 wurde das vermutlich bereits bestehende Gebäude um einen Brennereibetrieb erweitert. Das Branntweinhaus nahm schon bald seinen Betrieb auf und zog aufgrund seiner Monopolstellung zahlreiche Gäste an. Deswegen erfolgte in den Jahren 1715/16 eine erneute Erweiterung, diesmal um ein Lusthaus. Weitere An- und Umbauten folgten.
Nach dem Tod Friedrich Adolphs verpachtete Gräfin Amalie den Krug zunächst an den Lemgoer David Topp, musste ihn 1730 aber zur Schuldendeckung an den Regierungsrat Blume überschreiben. 1732 kaufte Graf Simon Henrich Adolph das Gebäude zurück. Es befand sich bis 1852 im Besitz des Hauses Lippe und wurde dann privatisiert. 
Als 1880 der Gastwirt Heinrich Dütemeyer den Krug erwarb, nahm dieser in den Folgejahren umfassende Erweiterungen vor: Beginnend mit dem Bau einer Brauerei (1880) über die Errichtung eines neuen Gasthauses (1889), einer Bierhalle (1893) bis hin zum Bau des Sommertheaters 1898.

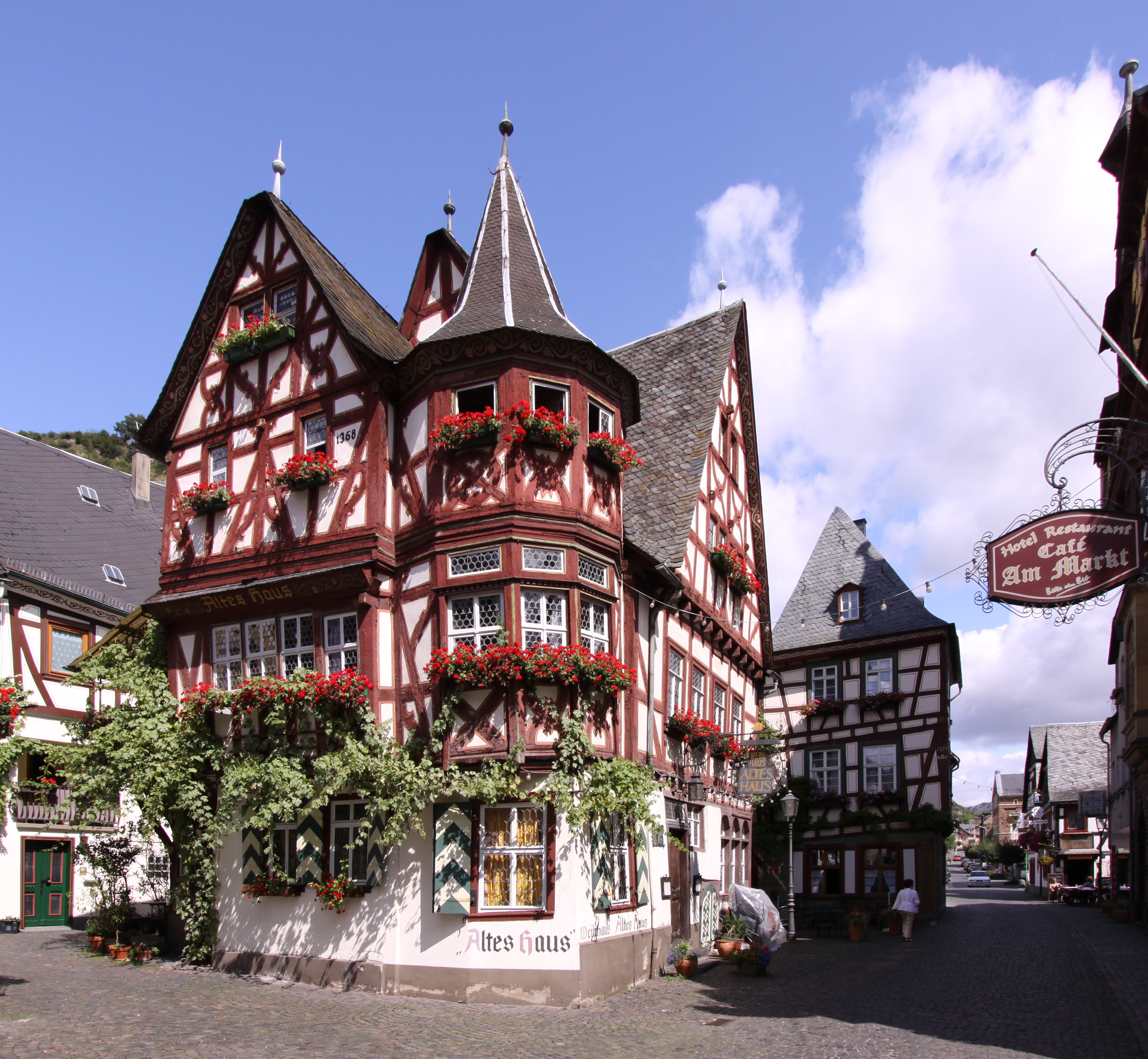
Das „Alte Haus“ in Bacharach

Das Gasthaus von 1889 wurde in seiner noch heute bestehenden Form durch den Detmolder Baumeister Philipp Knollmann errichtet. Der vormalige Krug, ein Gebäude aus der ersten Hälfte des 19. Jahrhunderts, ist dabei als Hinterhaus erhalten geblieben. Knollmann hat sich bei seiner Gestaltung offenbar am „Alten Haus“ in Bacharach bedient, ein Bauwerk, das seinerzeit mehrfach Gegenstand der einschlägigen Literatur war. Ebenso wie das „Alte Haus“ zeichnet sich der „Neue Krug“ durch einen verzierten Fachwerkbau auf einem massiven Untergeschoss mit zwei über Eck angeordneten Giebeln und Ecktürmchen aus, eine Erscheinungsweise, die damals der Vorstellung von Gemütlichkeit entsprach.
Nördlich des Kruges wurde auf dem Fundament des ehemaligen Kühlhauses 1893 durch den Detmolder Zimmermeister Wilhelm Schmidt in Holzbauweise die Bierhalle errichtet, verbunden wurden das Ausschankgebäude und der Krug durch eine Wandelhalle mit offenem, hölzernem Vorbau. Das neue Eishaus entstand gleichzeitig an der Südseite des Krugs. Die Bierhalle bildete schließlich 1898 die Grundlage des Sommertheaters und diente als dessen Eingangsbereich.
Um 1925 übernahm Carl Brockmann die Anlage und ließ an der Südseite des Sommertheaters, also in Richtung der Gaststätte, einen Erweiterungsbau anbringen. Zwar soll die Brauerei bereits 1916 abgebrochen worden sein, aber Bilder von 1925 zeigen die Komplettanlage mit vergrößertem Saalbau, Neuem Krug und weiteren Gebäuden südlich des Gasthauses. Der genaue Zeitpunkt, wann Brauerei und Eishaus abgerissen wurden, lässt sich daher nicht benennen. Von den Gebäuden sind lediglich Überreste der Bruchsteinmauern noch vorhanden.

## Architektur
Das noch erhaltene Hinterhaus entstand in der ersten Hälfte des 19. Jahrhunderts als einfacher, eingeschossiger Fachwerkbau mit Schwelle-Rähm-Streben und Doppelständern. Gegen Ende des Jahrhunderts wurde das Gebäude um ein Geschoss aufgestockt. Das neu geschaffene Obergeschoss weist nach Nordwesten einen verbretterten Ziergiebel auf, in Obergeschoss und Giebel befindet sich jeweils eine Fenster-Dreiergruppe mit Rautensprossen und nach oben spitz zulaufenden Rahmen. Rückwärtig wurde ein Fachwerkanbau mit Kniestock hinzugefügt. 
Der Neubau von 1889 schließt direkt an das Hinterhaus an. Über dem massiven Erdgeschoss besteht das Gebäude aus Nadelholzfachwerk, dessen Gefach mit Backsteinen ausgemauert und verputzt ist. Das Fachwerk ist dekorativ ausgeführt mit Andreaskreuzen, Rauten, Kreisen und verzierten Streben. Während der parallel zur Straße verlaufende Gebäudeteil zweigeschossig ist, erhebt sich rechts der Gebäudemitte ein breiter, dreigeschossiger Querflügel. Das schieferbedeckte Dach mit weiten Überständen wird an allen drei Giebeln durch Krüppelwalme abgeschlossen. Links des straßenseitigen Giebels befindet sich ein zweigeschossiger, achteckiger Erkerturm auf fünf Knaggen mit ebenfalls verschiefertem Spitzdach. Die Fenster des Turms haben auf beiden Ebenen Kleeblattbogen-Oberlichter mit rautenförmigen Sprossen und Bleiverglasung. Ebenfalls zur Straße liegt vor dem zweiten Obergeschoss ein überdachter, dreiachsiger Balkon mit rundbogigen Öffnungen, der von Kragbalken gestützt wird.
Seit 2009 sind auch Teile der Innenausstattung als denkmalwert eingestuft worden, dies betrifft die Wandvertäfelung mit Lambrien und die Deckenverkleidung sowie insgesamt fünf großformatige Tafelbilder von Otto Albert Koch in Gastraum und Saal.